# 巴勒斯坦国车辆号牌
巴勒斯坦车牌，是指在巴勒斯坦民族权力机构要求下，居民需登记车辆并悬挂牌照。目前巴勒斯坦车牌有两种不同的车牌制度，一种在西岸地区，一种在加沙地带。

## 尺寸
一般来说，有两种尺寸。
一种是520×110 mm的标准尺寸。

车牌尺寸比较图

另外一种是美式的，适用于无法悬挂标准尺寸的300×150 mm。

## 西岸地区
一般来说，西岸地区车牌会有“P”和“ ف ”的字样代表巴勒斯坦。

### 私家车
巴勒斯坦民族权力机构交通部宣布了自2018年7月起对已登记车辆采用新的编号系统。根据新方法，车辆将拥有一个由6位字符组成的牌照号码，其中包括5位数字和1位拉丁字母。拟议的系统将采用#-####-X格式，前五位数字连续排列。号码的最后一个字母将根据车辆登记的省份确定。
| 字母 | 省份           |
| ---- | -------------- |
| A    | 杰宁           |
| B    | 图勒凯尔姆     |
| C    | 图巴斯         |
| D    | 纳布卢斯       |
| E    | 盖勒吉利耶     |
| F    | 萨尔费特       |
| G    | 杰里科         |
| H    | 拉马拉和比雷赫 |
| J    | 耶路撒冷       |
| K    | 伯利恒         |
| L    | 希布伦，希布伦 |
| M    | 希布伦，杜拉   |
| N    | 希布伦，淤他   |

下表是为加沙地带的省份代码，但由于2012年加沙当局采用了不同的车牌登记方式，故暂未实施：
| 字母 | 省份       |
| ---- | ---------- |
| P    | 北加沙     |
| Q    | 加沙       |
| R    | 代尔拜莱赫 |
| S    | 汗尤尼斯   |
| T    | 拉法       |

| 巴勒斯坦私家车车牌标准尺寸, 520×110 mm |
|                                        |

| 适用于美国标准的巴勒斯坦私家车车牌，300×150 mm |
|                                                |

摩托车也被视为私家车，但样式有所不同。
| 单行设计的摩托车车牌, 200×100 mm |
|                                  |

| 双行设计的摩托车车牌, 165×165 mm |
|                                  |

### 政府车辆
属于巴勒斯坦政府的车辆使用该类车牌，样式为白底红字，带有四位数字。
| 巴勒斯坦的政府车牌 520×110 mm (2012前加沙地带也适用此车牌) |
|                                                            |

### 被盗车辆车牌
此类车牌在世界上绝无仅有，是巴以关系中产生的特殊产物。偷车贼将车从以色列销往巴勒斯坦后，无法取回汽车的以色列车主将获得保险公司的赔偿，并购买新车。实际上，这导致以色列保险公司为加沙的二手车交易买单。当保险公司提起诉讼时，巴勒斯坦权力机构达成和解，和解费用部分由被盗汽车的登记费增加抵消：为了识别这些汽车，他们被授予了特殊的车牌。
车牌采用白底黑字，并带有黑色边框。并没有像其他车牌一样带有“P”和“ ف ”的字样，而是采用“ف / م”的字样，其中“ف ”代表受限制的。
这些车牌的格式是 YY-XXX，其中 YY 可能是：
- 政府车辆：25
- 警车：26
- 私家车：27-30

### 测试车牌

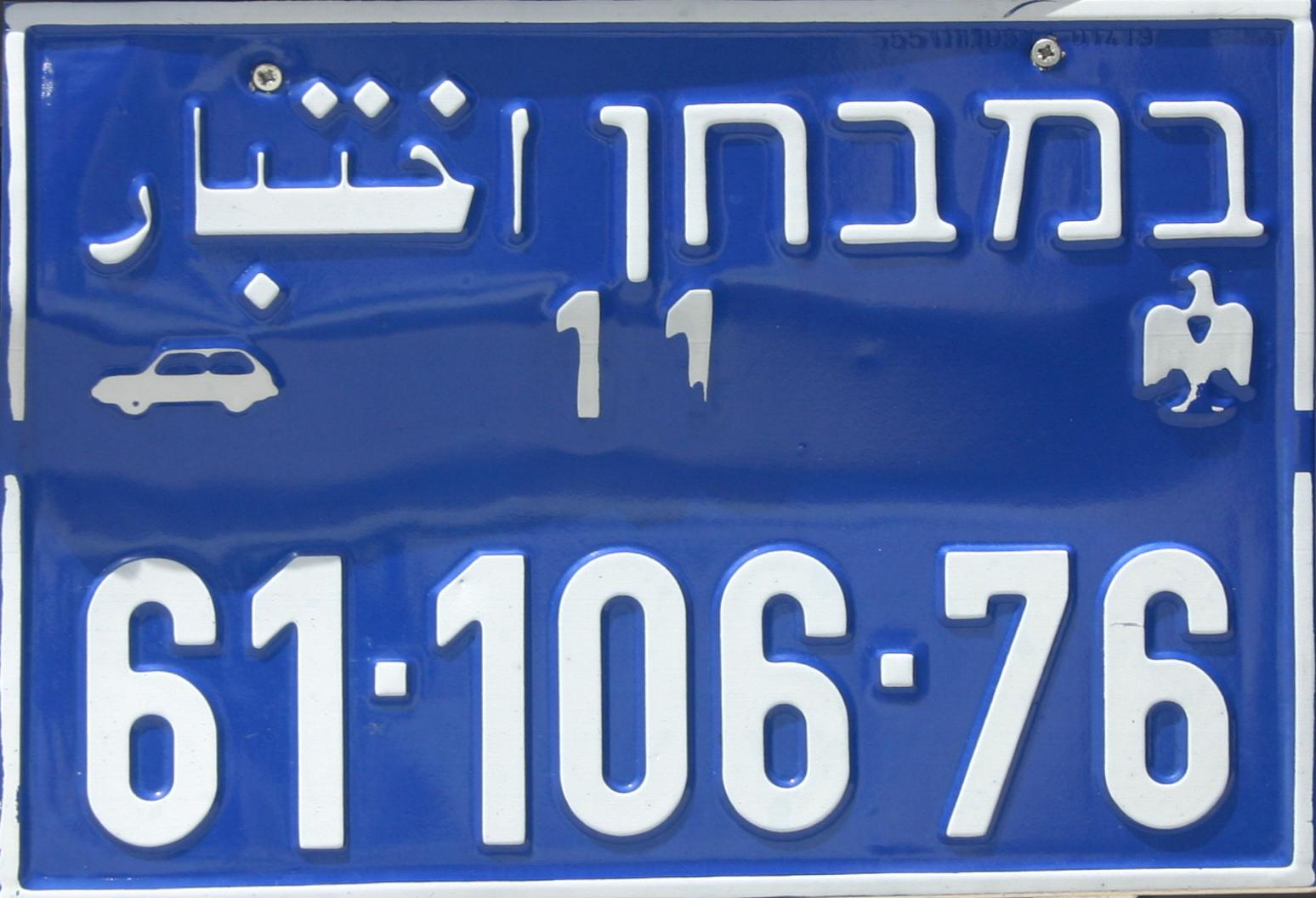
测试车牌

测试车牌为蓝底白字， 有阿拉伯语اختبار和希伯来语במבחן代表测试。

## 加沙地带
直到2012年加沙地带与西岸地区采用相同车牌。2012年加沙地带颁布了新的样式供加沙地带使用，新样式的欧洲尺寸车牌中使用竖式巴勒斯坦国旗，美式尺寸则采用横式巴勒斯坦国旗。新车牌均为白底，且开头数字为3。

### 私家车及政府私人车辆
私家车牌号码以“0X”结尾。政府个人车辆号码以“5X”结尾。
2021年起，加沙地带再次进行了车牌样式更改。

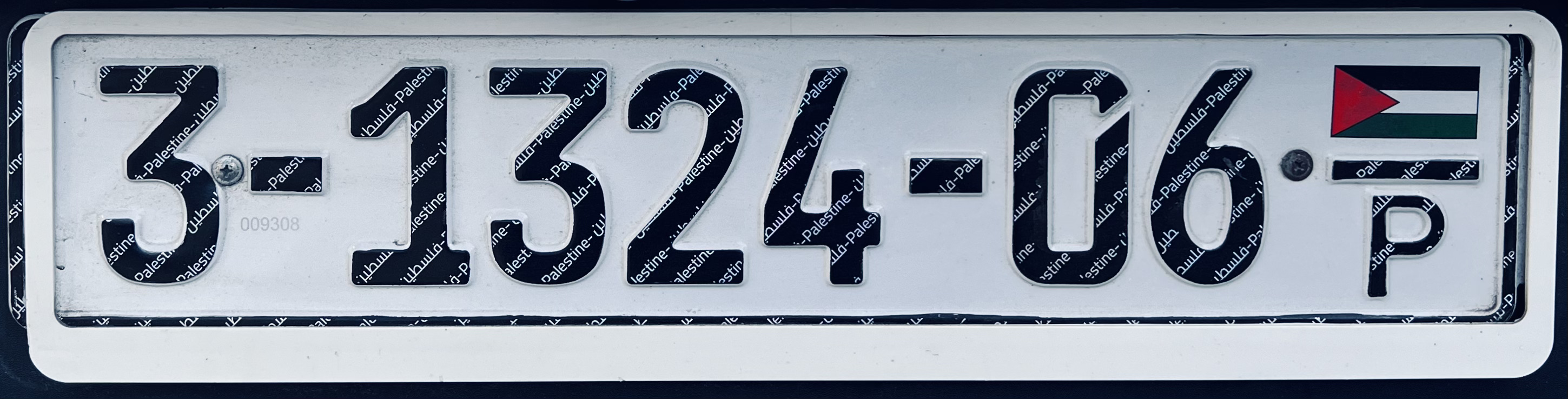
示例

加沙地带很少在摩托车上悬挂牌照。

### 商用车
卡车等商用车辆有绿色数字和边框，数字以“1X”结尾。

| 美式尺寸的车牌样式 300×150 mm |
|                               |

### 公车车辆
出租车等公共交通工具和市政车辆的车牌号码为蓝色数字和边框。公共交通工具车牌号码以“2X”结尾，市政车辆车牌号码以“4X”结尾。
| 正常尺寸 520×110 mm |
|                     |

| 美式尺寸的车牌样式 300×150 mm ' |
|                                 |

### 政府车辆
警车、卫生部运营的救护车等政府车辆采用红色数字和边框，数字结尾为“5X”。
| 正常尺寸 520×110 mm |
|                     |

| 美式尺寸的车牌样式 300×150 mm |
|                               |